# Radu Mihăileanu
Radu Mihăileanu (Bucarest, 23 de abril de 1958) es un director y guionista rumano de origen judío naturalizado francés.

## Biografía
Mihăileanu nació en el seno de una familia hebrea. Su padre, Mordechai Buchman, de profesión periodista, cambió su nombre al de "Ion Mihăileanu" después de huir de un campo de concentración nazi en la Segunda Guerra Mundial, de modo que su origen judío permaneció oculto y, por lo tanto, no fue víctima de la discriminación implementada por el régimen comunista establecido en su país al final del conflicto.
Por esa misma razón, la familia Radu no recibe ninguna educación judía. Esto refuerza su curiosidad por la cultura de sus orígenes y, de niño, se dedica como actor y director en el teatro judío de Bucarest. En 1980, la familia Mihăileanu logra hacer aliyah en Israel. Aquí Radu vive unos años con sus padres, viajando entre Israel y París, en Francia, donde estudia en el "Institut des hautes études cinématographiques".
Una vez que se graduó, Radu se mudó permanentemente a la capital francesa de París. En 1980, vio la luz su primer cortometraje "Les Quatre Saisons". En 1989 colaboró en la redacción del guion de la película para televisión Banquete de Platón, dirigida por el director italiano Marco Ferreri.
En 1993 hizo "Traidor", ambientada en Rumania, con la actriz rumana Maia Morgenstern en el papel principal. Pero el éxito internacional llega en 1998, con su segundo largometraje "Train de vie - Un tren para vivir", que cuenta, con tonos suaves y vagamente surrealistas, la trágica historia de un pueblo. Judíos cuyos habitantes, durante la Segunda Guerra Mundial, realizan su deportación a bordo de un tren, en un intento de escapar a la Unión Soviética y luego, desde allí, a Israel.

## Filmografía
- Le quatre saisons (corto) (1980)
- Traidor (Trahir) (1993)
- El tren de la vida (Train de vie) (1998)
- Le pygmees de Carlo (2002)
- Vete y vive (Va, vis et deviens) (2005)
- El concierto (Le concert) (2009)
- La fuente de las mujeres (La Source des femmes) (2011)
- La historia del amor (The History of Love) (2016)

## Premios y distinciones
Festival Internacional de Cine de Venecia
| Año  | Categoría                       | Película           | Resultado |
| ---- | ------------------------------- | ------------------ | --------- |
| 1998 | Premio FIPRESCI-Sección oficial | El tren de la vida | Ganador   |
| 1998 | Premio Anicaflash               | El tren de la vida | Ganador   |